# کاریز (لنجان)
کاریز ، روستایی از توابع بخش مرکزی شهرستان لنجان در استان اصفهان ایران است.واژه کاریز در لغت نامه دهخدا به معنی آب های زیرزمینی و انتقال آب های چاه برای استفاده است.روستای کاریز در دهستان اشیان جنوبی قرار دارد و براساس سرشماری مرکز آمار ایران در سال ۱۳۸۵، جمعیت آن ۳۴۰ نفر (۹۲خانوار) بوده‌است. در سال ۸۱ دهیاری آن مصوب شد و از عمده کارهای عمرانی که در این روستا انجام شده ، آسفالت معابر ، جدول گذاری ، پارک کودکان ، ساخت فلکه ، ساماندهی قبرستان ، جمع آوری زباله و .. است. همچنین از جمله کارهای فرهنگی می توان به اجرای کلاس های مختلف در این روستا است. تاکستان های زیبا از جمله باغاتی است که تولید انگور می کنند. سبزی ریحون گوجه و بادمجان از جمله محصولات دیگر کشاورزی این روستا است.

## جمعیت
این روستا در دهستان اشیان قرار دارد و براساس سرشماری مرکز آمار ایران در سال ۱۳۸۵، جمعیت آن 850نفر (170خانوار) بوده‌است.